# Culligan
Culligan ist ein US-amerikanisches Unternehmen, das Produkte im Bereich der Wasseraufbereitung, wie Wasserenthärter und Wasserfiltrationssysteme, herstellt.
Culligan hat den Hauptsitz in Rosemont, Illinois, Vereinigte Staaten, und beschäftigt weltweit ca. 7500 Mitarbeiter.

## Unternehmensgeschichte
Culligan wurde im Jahr 1936 von Emmett Culligan gegründet.
Die Ursprünge von Culligan reichen bis ins Jahr 1936 zurück, als das Unternehmen in den USA von Emmett Culligan gegründet wurde. Mit finanzieller Unterstützung seines Bruders John M. Culligan und seiner Schwester Anna V. Culligan rief er die Culligan Zeolite Company ins Leben, in der auch seine Brüder John und Leo Culligan als Partner mitwirkten. 1938 wurden in den USA die ersten Vertriebsvertretungen in Wheaton (Illinois) und Hagerstown (Maryland) eröffnet. 1945 beendete Emmett Culligan die Partnerschaft mit seinen Brüdern und gründete ein neues Unternehmen, das er bis 1950 als Präsident leitete. 1960 begann Culligan mit der Expansion nach Europa, unter anderem nach Italien, Frankreich und Spanien.
Nach der Übernahme durch Kohlberg Kravis Roberts & Co. im Jahr 1987 und der darauffolgenden Zerschlagung wurde Culligan 1995 ausgegliedert und 1998 von dem Wasseraufbereitungsunternehmen United States Filter übernommen. Nach dessen Übernahme durch den französischen Mischkonzern Vivendi und der folgenden Ausgliederung des Wassergeschäfts im Jahr 2000 ging Culligan 2003 in den Besitz des Private-Equity-Unternehmens Clayton, Dubilier & Rice über. 2012 erfolgte ein erneuter Eigentümerwechsel, als Culligan von Centerbridge Partners übernommen wurde.
Seit 2021 befindet sich Culligan im Besitz von BDT Capital Partners.

## Produkte und Technologien
Culligan bietet eine breite Produktpalette an leitungsgebundenen Wasserspendern, Gallonen-Systemen und Wasserarmaturen für den Einsatz in Büros, der Gastronomie, im medizinischen Bereich sowie in industriellen Anwendungen. Zu den technologischen Entwicklungen des Unternehmens zählt die patentierte Firewall®-Technologie, bei der UV-C-Licht zur Desinfektion von Trinkwasser eingesetzt wird. Laut einer Untersuchung des Labors Dr. Lörcher konnte die Firewall®-Technologie in einer Testreihe Pseudomonas aeruginosa sowie verschiedene Umweltkeime um 8-log-Stufen reduzieren.
Ergänzend kommt bei verschiedenen Geräten die BioCote®-Technologie zum Einsatz. Dabei handelt es sich um eine antimikrobielle Oberflächenbehandlung auf Basis von Silberionen, die das Wachstum von 99,5 Prozent aller Bakterien sowie diverser Viren hemmt. Die Beschichtung schützt insbesondere die Außenflächen im Bereich der Wasserausgabe dauerhaft vor Keimbildung. Silber dient hierbei als natürliches Antimikrobiotikum.
Das Modell Selfizz 30 wurde im Jahr 2022 in die Liste der „Top 100 Bürolösungen des Jahres“ aufgenommen und erreichte dort Platz 46.

## Auszeichnungen
Im Jahr 2022 wurde Culligan für seine innovativen Bürolösungen in die Liste der „Top 100 Bürolösungen des Jahres“ von OFFICE ROXX aufgenommen.

## Culligan Deutschland GmbH
Culligan ist in Deutschland mit der Culligan Deutschland GmbH vertreten, einem Unternehmen mit Sitz in Neuss, das sich auf nachhaltige Wasseraufbereitungslösungen für Geschäftskunden spezialisiert hat. Die Gesellschaft entstand im Jahr 2020 durch die Zusammenführung mehrerer regionaler Anbieter und wurde am 10. Juli 2023 durch die Umfirmierung der Waterlogic Deutschland GmbH in Culligan Deutschland GmbH erweitert.
Der Hauptsitz befindet sich im Business Forum Neuss, wo im November 2023 rund 7.000 Quadratmeter Büro- und Lagerfläche angemietet wurden.
Neben dem Hauptsitz unterhält Culligan weitere Bürostandorte in Bietigheim-Bissingen, Gladbeck und Hamburg. Darüber hinaus gibt es über 25 Service-Standorte bundesweit.
Das Unternehmen bietet unter anderem leitungsgebundene Wasserspender und Hygienetechnologien wie Firewall®-UV-C und BioCote® an. Culligan Deutschland ist Mitglied im Unternehmensnetzwerk Klimaschutz und wurde von EcoVadis für seine Nachhaltigkeitsleistungen ausgezeichnet.

## Fusion und Umfirmierung Culligan Deutschland GmbH
Im November 2022 gaben Culligan International und die Waterlogic Group ihre Fusion bekannt. Die Waterlogic Deutschland GmbH wurde daraufhin zum 10. Juli 2023 offiziell in Culligan Deutschland GmbH umfirmiert. Die Umbenennung hatte keine Auswirkungen auf bestehende Verträge; lediglich Markenauftritt und Kommunikation wurden vereinheitlicht. Kunden profitieren seitdem von einem erweiterten Produktportfolio, einem harmonisierten ERP-System und einem integrierten Außendienst.

## Nachhaltigkeit und gesellschaftliches Engagement
Culligan Deutschland verfolgt das Ziel, durch innovative Trinkwasserlösungen einen Beitrag zu mehr Nachhaltigkeit, Ressourcenschonung und Gesundheit zu leisten. Das Unternehmen fördert den Wasserkonsum am Arbeitsplatz durch bedarfsgerechte, hygienische Spendersysteme, die den Einsatz von Einwegplastikflaschen reduzieren sollen.
Für sein Engagement im Bereich Umwelt- und Sozialverantwortung wurde Culligan mit dem EcoVadis Sustainability Rating in Gold ausgezeichnet. Darüber hinaus ist das Unternehmen Mitglied im Unternehmensnetzwerk Klimaschutz der IHK – einem bundesweiten Netzwerk zur Förderung betrieblichen Klimaschutzes.
Im Rahmen seines Umweltengagements stattet Culligan regelmäßig Unternehmen und Veranstaltungen wie den Firmenlauf Köln mit Wasserspendern aus, um die Nutzung von Einwegplastikflaschen aktiv zu reduzieren.